# Møv og Funder
Møv og Funder er en dansk dramafilm fra 1991, instrueret af Niels Gråbøl og med manuskript af Gråbøl og Per Daumiller.

## Medvirkende
- Ditte Gråbøl (Ditte Knudsen)
- Niels Skousen
- Kim Jansson
- Master Fatman
- Jonas Gülstorff
- Lone Kellermann
- Helle Ryslinge